# Tilbagespilsregel (fodbold)
Tilbagespilsregelen i fodbold blev indført med virkning fra 1. juli 1992 i alle internationale mesterskaber under FIFA. Den blev herefter implementeret i de nationale unioners regelsæt. Reglen indebærer, at en målmand ikke forsætligt må berøre bolden med hænderne, hvis en af målmandens egne medspillere forsætligt har spillet den tilbage til ham/hende med foden. Forsætligheden er afhængig af, om dommeren skønner, at der er tale om en bevidst handling. Overtrædelse af reglen fører til indirekte frispark på det sted i feltet, hvor målmanden har berørt bolden med hænderne..